# 麻杏薏甘湯
麻杏薏甘湯（まきょうよくかんとう）は、漢方方剤の一つ。出典は『金匱要略』など。

## 組成
麻黄、杏仁、薏苡仁、甘草を含有する。

## 適応症
関節痛、神経痛、筋肉痛、リウマチなどに用いられる。
麻杏薏甘湯に効果増強作用を目的して防已を加えた処方もあるが、麻杏薏甘湯加防已として区別され、再春館製薬所の『痛散湯』がこれにあたる。